# マイクロジェット
マイクロジェット株式会社（英語: MicroJet Inc.）はビジネスジェットのチャーター運航を専門とする日本の航空会社。

## 概要

### 設立の経緯
2023年1月に設立し、同年8月に航空運送事業の許可（AOC）を取得、10月に事業を開始した。
航空大学校を卒業したパイロット（高橋良、鬼澤健斗ら）が起業し、元スカイマーク社長の西久保愼一が出資する形で創業した。コロナ禍における航空会社の採用抑制により、大手航空会社への就職を断念した航空大学校卒業生の2名が「小さくてもいいから航空会社を作れないか」と起業を思い立ち、2021年10月にTwitter（現X）経由で「起業から上場、破綻まで一通り経験しました」とプロフィールに記載している人物にコンタクトを取った。この人物の正体は、2015年のスカイマーク経営破綻以降、航空業界から身を引いていた西久保愼一であった。花の通販サイトを主宰しながらアルバイトをして資金調達をしていた高橋と鬼澤に対し、西久保は現況と航空分野での起業までは距離がありすぎると苦言を呈するも、自身が保有する航空機へ搭乗するように誘った。その後、高橋と鬼澤は自身のビジネスプランを西久保に説明し、1ヶ月後には西久保が投資と航空機の貸し出しを決断した。2024年秋時点で、西久保は2億円の私財を投じたとされている。

### ビジネスモデル
経営者や海外企業の出張、富裕層の観光などをターゲットとしている。使用する機体は同一だが、法人向けは「ビジネスジェット」、個人向けは「プライベートジェット」と称している。
超軽量ジェット機（サイテーション・マスタング）を使用することにより、相場と比べて3分の2程度の運賃を実現している。また、他社が飛行時間に基づく運賃体系を採用しており、天候などによって運賃が変化する中、同社は出発地と到着地に基づいて運賃を定めている。
元スカイマークのベテラン機長を数名迎え入れ、パイロットの技量指導や育成に力を入れている。

## 沿革
- 2021年10月 - 高橋良と鬼澤健斗が西久保愼一に事業を提案
- 2023年
  - 1月 - 設立
  - 8月3日 - 国内で人員輸送と遊覧飛行を実施するための航空運送事業の許可（AOC）を取得
  - 10月10日 - 事業開始[2]
- 2024年
  - 8月1日 - 国土交通省航空局から国際チャーターの許可を取得[7]
  - 9月 - 国際チャーターの運航を開始

## 機材
- セスナ サイテーション・マスタング（英語版）（C510） - 2機（機体記号: JA123F、JA303G）[8]。

定員は4名。2024年10月時点の同社サイトによれば八尾空港に駐機している。
西久保がスカイマークの社長を務めていた際に個人で購入し、保有していた航空機である。
1機追加で機材を導入する計画があるとされていたが、2025年5月に2機目の運航が開始された。